# WASP-3
WASP-3 — звезда, которая находится в созвездии Лира на расстоянии приблизительно 727 световых лет от нас. Вокруг звезды обращается, как минимум, одна планета.

## Характеристики
Звезда представляет собой жёлто-белый карлик класса F главной последовательности. Температура её поверхности равна приблизительно 6400 градусов по Кельвину. По массе и радиусу она ненамного превосходит Солнце: 1,24 и 1,31 солнечных соответственно.

## Планетная система
В 2007 году команда астрономов в рамках проекта SuperWASP открыла планету WASP-3 b. При её обнаружении был использован транзитный метод. Планета вращается очень близко к родительской звезде — на расстоянии всего 0.03 а. е. (примерно 4,7 млн. км). Один оборот вокруг звезды она делает за 1,84 суток.
В 2010 году при помощи непрямого метода поиска TTV (transit timing variation — вариация времени транзита) экзопланет была построена модель, при которой в системе имеется вторая экзопланета (условно названная WASP-3c). Её масса должна равняться примерно пятнадцати земным, а орбитальный период в два раза больше, чем у WASP-3b (3,75 дня).